# Berville-sur-Seine
Berville-sur-Seine è un comune francese di 549 abitanti situato nel dipartimento della Senna Marittima nella regione della Normandia.

## Società

### Evoluzione demografica
Abitanti censiti